# Ukwa
Ukwa là một thị trấn thống kê (census town) của quận Balaghat thuộc bang Madhya Pradesh, Ấn Độ.

## Địa lý
Ukwa có vị trí 21°58′B 80°28′Đ / 21,97°B 80,47°Đ Nó có độ cao trung bình là 608 mét (1994 feet).

## Nhân khẩu
Theo điều tra dân số năm 2001 của Ấn Độ, Ukwa có dân số 7108 người. Phái nam chiếm 50% tổng số dân và phái nữ chiếm 50%. Ukwa có tỷ lệ 72% biết đọc biết viết, cao hơn tỷ lệ trung bình toàn quốc là 59,5%: tỷ lệ cho phái nam là 80%, và tỷ lệ cho phái nữ là 64%. Tại Ukwa, 14% dân số nhỏ hơn 6 tuổi.